# ピューリッツァー賞 フィクション部門
ピューリッツァー賞 フィクション部門（ピューリッツァーしょう フィクションぶもん）はピューリッツァー賞の部門の一つで、アメリカ人著者による優れたフィクションが選ばれる。1948年以前はピューリッツァー賞 小説部門という名前であった。

## 受賞作一覧
- 1948年 『南太平洋物語』ジェームズ・ミッチェナー
- 1949年 『Guard of Honor』ジェームズ・G・カズンズ
- 1950年 『The Way West』A・B・ガスリー・Jr
- 1951年 『The Town』コンラッド・リクター
- 1952年 『ケイン号の叛乱』（早川書房）ハーマン・ウォーク
- 1953年 『老人と海』（新潮社）アーネスト・ヘミングウェイ
- 1954年 受賞作品なし
- 1955年 『寓話』（岩波書店）ウィリアム・フォークナー
- 1956年 『Andersonville』マッキンレイ・カンター
- 1957年 受賞作品なし
- 1958年 『A Death in the Family』ジェームズ・アギー
- 1959年 『Travels of Jaimie McPheeters』ロバート・ルイス・テイラー
- 1960年 『Advise & Consent』アレン・ドルーリー
- 1961年 『アラバマ物語』（暮しの手帖社）ハーパー・リー
- 1962年 『The Edge of Sadness』エドウィン・オコナー
- 1963年 『自動車泥棒 - 一つの思い出』（講談社）ウィリアム・フォークナー
- 1964年  受賞作品なし
- 1965年 『ハウランド家の人びと』（弘文堂新社）シャーリー・アン・グラウ
- 1966年 『蒼ざめた馬,蒼ざめた騎手』（あぽろん社）キャサリン・アン・ポーター
- 1967年 『修理屋』（早川書房）バーナード・マラマッド
- 1968年 『ナット・ターナーの告白』（大橋吉之輔訳）ウィリアム・スタイロン
- 1969年 『House Made of Dawn』N・スコット・ママデイ
- 1970年 『Collected Stories』ジーン・スタッフォード
- 1971年  受賞作品なし
- 1972年 『Angle of Repose』ウォーレス・ステグナー
- 1973年 『マッケルヴァ家の娘』（新潮社）ユードラ・ウェルティ
- 1974年  受賞作品なし
- 1975年 『The Killer Angels』マイクル・シャーラ
- 1976年 『フンボルトの贈り物』（講談社）ソール・ベロウ
- 1977年  受賞作品なし
- 1978年 『Elbow Room』ジェームズ・マクファースン
- 1979年 『ジョン・チーヴァー短編集』（研究社）ジョン・チーヴァー
- 1980年 『死刑執行人の歌』（同文書院）ノーマン・メイラー
- 1981年 『愚か者同盟』木原善彦訳（国書刊行会）ジョン・ケネディ・トゥール
- 1982年 『金持になったウサギ』（新潮社）ジョン・アップダイク
- 1983年 『カラーパープル』（集英社）アリス・ウォーカー
- 1984年 『黄昏に燃えて』（早川書房）ウィリアム・ケネディ（英語版）
- 1985年 『Foreign Affairs』アリソン・ルーリー
- 1986年 『ロンサム・ダブ』ラリー・マクマートリー
- 1987年 『メンフィスへ帰る』（早川書房）ピーター・テイラー
- 1988年 『ビラヴド-愛されし者』（集英社）トニ・モリソン
- 1989年 『ブリージング・レッスン』（文藝春秋）アン・タイラー

### 1990年代
- 1990年 『マンボ・キングス、愛のうたを歌う』（中央公論社）オスカー・イフェロス
- 1991年 『さようならウサギ』（新潮社）ジョン・アップダイク
- 1992年 『大農場』（中公文庫）ジェーン・スマイリー
- 1993年 『ふしぎな山からの香り』（集英社）リチャード・オレン・バトラー
- 1994年 『シッピング・ニュース』（集英社）E・アニー・プルー
- 1995年 『ストーン・ダイアリー』（小学館）キャロル・シールズ
- 1996年 『Independence Day』リチャード・フォード
- 1997年 『マーティン・ドレスラーの夢』（白水社）スティーヴン・ミルハウザー
- 1998年 『American Pastoral』フィリップ・ロス
- 1999年 『めぐりあう時間』（集英社）マイケル・カニンガム

### 2000年代
| 年   | 受賞作家                   | 受賞作品                                  | 邦訳                                                                          |
| 2000 | ジュンパ・ラヒリ           | Interpreter of Maladies                   | 『停電の夜に』小川高義訳、新潮社、2003年                                      |
| 2001 | マイケル・シェイボン       | The Amazing Adventures of Kavalier & Clay | 『カヴァリエ & クレイの驚くべき冒険』菊地よしみ訳、早川書房、2001年           |
| 2002 | リチャード・ルッソ         | Empire Falls                              |                                                                               |
| 2003 | ジェフリー・ユージェニデス | Middlesex                                 | 『ミドルセックス』佐々田雅子訳、早川書房、2004年                              |
| 2004 | エドワード・P・ジョーンズ  | The Known World                           | 『地図になかった世界』小澤英実訳、白水社、2011年                              |
| 2005 | マリリン・ロビンソン       | Gilead                                    | 『ギレアド』 宇野元訳、新教出版社、2017年                                     |
| 2006 | ジェラルディン・ブルックス | March                                     | 『マーチ家の父 もうひとつの若草物語』高山真由美訳、武田ランダムハウス、2010年 |
| 2007 | コーマック・マッカーシー   | The Road                                  | 『ザ・ロード』黒原敏行訳、早川書房、2010年                                    |
| 2008 | ジュノ・ディアス           | The Brief Wondrous Life of Oscar Wao      | 『オスカー・ワオの短く凄まじい人生』都甲幸治訳、新潮社、2011年                |
| 2009 | エリザベス・ストラウト     | Olive Kitteridge                          | 『オリーヴ・キタリッジの生活』小川高義訳、早川書房、2010年                    |

### 2010年代
| 年   | 受賞作家                       | 受賞作品                    | 邦訳                                                         |
| 2010 | ポール・ハーディング           | Tinkers                     | 『ティンカーズ』小竹由美子訳、白水社、2012年                 |
| 2011 | ジェニファー・イーガン         | A Visit from the Goon Squad | 『ならずものがやってくる』谷崎由依訳、早川書房、2015年       |
| 2012 | 受賞なし                       | 受賞なし                    | 受賞なし                                                     |
| 2013 | アダム・ジョンソン             | The Orphan Master's Son     | 『半島の密使』佐藤耕士訳、蓮池薫監訳、新潮文庫、2013年       |
| 2014 | ドナ・タート                   | The Goldfinch               | 『ゴールドフィンチ』岡真知子訳、河出書房新社、2016年         |
| 2015 | アンソニー・ドーア             | All the Light We Cannot See | 『すべての見えない光』 藤井光訳、新潮社、2016年              |
| 2016 | ヴィエト・タン・ウェン         | The Sympathizer             | 『シンパサイザー』上岡伸雄訳、ハヤカワ・ミステリ文庫、2017年 |
| 2017 | コルソン・ホワイトヘッド       | The Underground Railroad    | 『地下鉄道』谷崎由依訳、早川書房、2017年                     |
| 2018 | アンドリュー・ショーン・グリア | Less                        | 『レス』上岡伸雄訳、早川書房、2019年                         |
| 2019 | リチャード・パワーズ           | The Overstory               | 『オーバーストーリー』木原善彦訳、新潮社、2019年             |

### 2020年代
| 年   | 受賞作家                    | 受賞作品 | 邦訳                                                                    |
| 2020 | コルソン・ホワイトヘッド    | The Nickel Boys | 『ニッケル・ボーイズ』藤井光訳、早川書房、2020年                        |
| 2021 | ルイーズ・アードリック      | The Night Watchman                                                                                                  |                                                                         |
| 2022 | ジョシュア・コーエン        | The Netanyahus: An Account of a Minor and Ultimately Even Negligible Episode in the History of a Very Famous Family |                                                                         |
| 2023 | バーバラ・キングソルヴァー  | Demon Copperhead |                                                                         |
| 2023 | エルナン・ディアズ          | trust | 『トラストー絆／わが人生／追憶の記／未来ー』 井上里訳、早川書房、2023年 |
| 2024 | ジェイン・アン フィリップス | Night Watch |                                                                         |